# Латвийская социал-демократическая рабочая партия (1989)
Латви́йская социа́л-демократи́ческая рабо́чая па́ртия (ЛСДРП, латыш. Latvijas Sociāldemokrātiskā strādnieku partija, LSDSP) — политическая партия в Латвии, действующая с 1989 года. Председатель — Янис Диневич. в Европарламенте и Рижской думе не представлена. Состоит в Социнтерне и Партии европейских социалистов.

## Краткая история
В 1989 году произошло воссоздание в Латвии ЛСДРП. В 1990 году часть членов КПЛ, — сторонники выхода из СССР, — создали Независимую КПЛ; в том же году она переименовалась в Демократическую партию труда Латвии (ДПТЛ). Она в конце 1995 года. была переименована в Латвийскую социал-демократическую партию (ЛСДП). В 1996 году к ней присоединилась партия «Taisnība».
В 1999 году ЛСДРП, ЛСДП и Латгальская демократическая партия объединились под именем ЛСДРП, но во главе с председателем ЛСДП Юрисом Боярсом. С 2001 по 2005 год ЛСДРП возглавляла правящую коалицию в Рижской думе (мэр — Гундарс Боярс, сын Юриса Боярса).

## Организационная структура
Высший орган — конгресс (kongress), между конгрессами — правление (valde), высшие органы районных организаций - районные конференции (apgabala konference), между районными конференция - районные правления (apgabala valde)[прояснить].

## Председатели ЛСДРП после объединения
- 1999—2002 — Юрис Боярс
- 2002—2005 — Дайнис Иванс
- 2005—2006 — Юрис Боярс
- 2006 — Гунтарс Йиргенсонс (и. о.)
- 2006—2011 — Янис Диневич
- 2011—2015 — Айвар Тимофеев
- С 2015 — Янис Диневич

## Результаты на выборах
| Год  | Выборы                | Результат (%)        | Депутатов   | Примечания                                                    |
| ---- | --------------------- | -------------------- | ----------- | ------------------------------------------------------------- |
| 1993 | Выборы 5-го Сейма     | 0,66                 | 0 (из 100)  | ЛСДРП (ДПТЛ — 0,94 %)                                         |
| 1995 | Выборы 6-го Сейма     | 4,56                 | 0 (из 100)  | ЛСДРП, ДПТЛ, «Taisnība»                                       |
| 1997 | Муниципальные выборы  | Рига — 18,70         | 11 (из 60)  | ЛСДРП, ЛСДП                                                   |
| 1998 | Выборы 7-го Сейма     | 12,81 (Рига — 11,26) | 14 (из 100) | ЛСДРП, ЛСДП, ЛатгДемП                                         |
| 2001 | Муниципальные выборы  | Рига — 23,43         | 14 (из 60)  | .                                                             |
| 2002 | Выборы 8-го Сейма     | 4,00 (Рига — 3,52)   | 0 (из 100)  | .                                                             |
| 2004 | Выборы Европарламента | 4,77 (Рига — 3,87)   | 0 (из 9)    | .                                                             |
| 2005 | Муниципальные выборы  | Рига — 9,57          | 7 (из 60)   | .                                                             |
| 2006 | Выборы 9-го Сейма     | 3,50 (Рига — 2,69)   | 0 (из 100)  | ЛСДРП, ХДС, ПТруда, «Латгалес гайсма»                         |
| 2009 | Выборы Европарламента | 3,79 (Рига — 3,15)   | 0 (из 8)    | ЛСДРП                                                         |
| 2009 | Муниципальные выборы  | Рига — 1,24          | 0 (из 60)   | .                                                             |
| 2010 | Выборы 10-го Сейма    | 0,65 (Рига — 0,38)   | 0 (из 100)  | ЛСДРП, «Наша земля», ПСоцСправедливости, «Возрождение Латвии» |

Выборы Европарламента и муниципальные выборы 2009 года проиграла — не получила мест ни в Европарламенте, ни в Рижской Думе. Успеха добилась в Латгалии — Даугавпилс (1-я), а также в Олайне.